# Bratte
Bratte é uma comuna francesa na região administrativa de Grande Leste, no departamento de Meurthe-et-Moselle. Estende-se por uma área de 3,28 km². Em 2010 a comuna tinha 45 habitantes (densidade: 13,7 hab./km²).